# Broborg och Västtorp
Broborg och Västtorp är sedan 2010 en av SCB avgränsad och namnsatt småort i Eskilstuna kommun, Södermanlands län. Den omfattar bebyggelse i byarna Broberg och Västtorp i Gillberga socken. 
Småorten ligger på norra och södra sidan om länsväg 230.